# Azərbaycan Premyer Liqası
Premyer Liqa (azer. Azərbaycan Premyer Liqası) (do 2007 określana jako Yüksək Liqa lub Yüksək Dəstə) – najwyższa w hierarchii klasa męskich ligowych rozgrywek piłkarskich w Azerbejdżanie, będąca jednocześnie najwyższym szczeblem centralnym (I poziom ligowy), utworzona w 1992 roku i od samego początku zarządzana przez Azerski Związek Piłki Nożnej (AFFA). Zmagania w jej ramach toczą się cyklicznie (co sezon) i przeznaczone są dla 8 najlepszych krajowych klubów piłkarskich. Jej triumfator zostaje Mistrzem Azerbejdżanu, zaś najsłabsze drużyny są relegowane do Birinci Divizionu (II ligi azerskiej).

## Historia
Mistrzostwa Azerbejdżanu w piłce nożnej rozgrywane są od 1992 roku, po rozpadzie ZSRR. Wcześniej od 1928 rozgrywane mistrzostwa Azerbejdżańskiej SRR, a najlepsze kluby kraju uczestniczyły w mistrzostwach ZSRR. Niejednokrotnie zmieniał się format rozgrywek. W 2007 Yüksək Liqa została przemianowana na Premyer Liqa, rozgrywki której wystartowały po raz pierwszy w sezonie 2007/08. Najwięcej tytułów mistrzowskich zdobył klub Neftçi PFK.

## System rozgrywek
Obecny format ligi zakładający podział rozgrywek na 4 koła obowiązuje od sezonu 2013/14.
Rozgrywki składają się z 28 kolejek spotkań rozgrywanych pomiędzy drużynami systemem kołowym. Każda para drużyn rozgrywa ze sobą cztery mecze – dwa w roli gospodarza, dwa jako goście. Od sezonu 2016/17 w lidze występuje 8 zespołów. W przeszłości liczba ta wynosiła od 9 do 25. Drużyna zwycięska za wygrany mecz otrzymuje 3 punkty, 1 za remis oraz 0 za porażkę.
Zajęcie pierwszego miejsca po ostatniej kolejce spotkań oznacza zdobycie tytułu Mistrzów Azerbejdżanu w piłce nożnej. Mistrz Azerbejdżanu kwalifikuje się do eliminacji Ligi Mistrzów UEFA. Druga oraz trzecia drużyna zdobywają możliwość gry w Lidze Europy UEFA. Również zwycięzca Pucharu Azerbejdżanu startuje w eliminacjach do Ligi Europy lub, w przypadku, w którym zdobywca krajowego pucharu zajmie pierwsze miejsce w lidze – możliwość gry w eliminacjach do Ligi Europy otrzymuje również czwarta drużyna klasyfikacji końcowej. Zajęcie ostatniego miejsca wiąże się ze spadkiem drużyny do Birinci Divizionu.
W przypadku zdobycia tej samej liczby punktów, klasyfikacja końcowa ustalana jest w oparciu o wynik dwumeczu pomiędzy drużynami, w następnej kolejności w przypadku remisu – różnicą bramek w pojedynku bezpośrednim, następnie ogólnym bilansem bramkowym osiągniętym w sezonie, większą liczbą bramek zdobytych oraz w ostateczności losowaniem.

## Skład ligi w sezonie 2025/26
| Uczestnicy poprzedniej edycji | Uczestnicy poprzedniej edycji | Uczestnicy poprzedniej edycji | Uczestnicy poprzedniej edycji |
| --- | ----------------------------- | ----------------------------- | ----------------------------- |
| QAA | Qarabağ FK                    | Agdam                         | 1                             |
| ZIR | Zirə Baku                     | Baku                          | 2                             |
| ARA | Araz Nachiczewan              | Nachiczewan                   | 3                             |
| TUT | Turan Tovuz                   | Tovuz                         | 4                             |
| SAB | Sabah Baku                    | Baku                          | 5                             |
| NEF | Neftçi PFK                    | Baku                          | 6                             |
| ŞAM | Şamaxı Baku                   | Baku                          | 7                             |
| SUM | Sumqayıt FK                   | Sumgait                       | 8                             |
| KAP | Kəpəz Gəncə                   | Gandża                        | 9                             |
| Spadek z Premyer Liqa 2024/25 |                               |                               |                               |
| SEB | Səbail FK                     | Baku                          | 10                            |
| Awans z Birinci Divizionu 2024/25 |                               |                               |                               |
| QAB | FK Qəbələ                     | Qəbələ                        | 1                             |
| İMI | Mil-Muğan İmişli              | İmişli                        | 2                             |
| KAY | Karvan Yevlax                 | Yevlax                        | 3                             |
| Oznaczenia: - kolumna pierwsza – skróty nazw drużyn, - kolumna trzecia – siedziba klubu, - kolumna czwarta – miejsce zajęte w poprzednim sezonie. |                               |                               |                               |

## Statystyka

### Tabela medalowa
Mistrzostwo Azerbejdżanu zostało do tej pory zdobyte przez 8 różnych drużyn. Liderem klasyfikacji jest Qarabağ Ağdam, który zdobyły 12 tytułów mistrzowskich.
Stan po sezonie 2024/25.
| Lp. | Klub               | Miejsca na podium | Miejsca na podium | Miejsca na podium | Zwycięskie sezony                                                            |   |   | |
| --- | ------------------ | ----------------- | ----------------- | ----------------- | ---------------------------------------------------------------------------- | - | - | --- |
| Lp. | Klub               | 1.                | Qarabağ Ağdam     | 12                | Zwycięskie sezony                                                            | 4 | 3 | 1993, 2013/14, 2014/15, 2015/16, 2016/17, 2017/18, 2018/19, 2019/20, 2021/22, 2022/23, 2023/24,2024/25 |
| 2.  | Neftçi Baku        | 9                 | 5                 | 7                 | 1992, 1995/96, 1996/97, 2003/04, 2004/05, 2010/11, 2011/12, 2012/13, 2020/21 |   |   | |
| 3.  | Kapaz Gəncə        | 3                 | 1                 | 2                 | 1994/95, 1997/98, 1998/99                                                    |   |   | |
| 4.  | Keşlə Baku         | 2                 | 3                 | 4                 | 2007/08, 2009/10                                                             |   |   | |
| 5.  | FK Baku            | 2                 | 2                 | 1                 | 2005/06, 2008/09                                                             |   |   | |
| 5.  | FK Şəmkir          | 2                 | 2                 | 1                 | 1999/00, 2000/01, 2001/02                                                    |   |   | |
| 7.  | Xəzər Lenkoran     | 1                 | 3                 | 0                 | 2006/07                                                                      |   |   | |
| 8.  | Turan Tovuz        | 1                 | 1                 | 2                 | 1993/94                                                                      |   |   | |
| 9.  | Zirə Baku          | 0                 | 3                 | 1                 |                                                                              |   |   | |
| 10. | FK Qəbələ          | 0                 | 2                 | 3                 |                                                                              |   |   | |
| 11. | Xəzər Sumgait      | 0                 | 2                 | 0                 |                                                                              |   |   | |
| 12. | Sabah Baku         | 0                 | 1                 | 2                 |                                                                              |   |   | |
| 13. | Karvan Yevlax      | 0                 | 1                 | 1                 |                                                                              |   |   | |
| 13. | Xəzri Buzovna Baku | 0                 | 1                 | 1                 |                                                                              |   |   | |
| 14. | Olimpik Baku       | 0                 | 1                 | 0                 |                                                                              |   |   | |
| 15. | Səbail Baku        | 0                 | 0                 | 1                 |                                                                              |   |   | |
| 15. | Simurq Zaqatala    | 0                 | 0                 | 1                 |                                                                              |   |   | |
| 15. | Sumqayıt FK        | 0                 | 0                 | 1                 |                                                                              |   |   | |
| 15. | Araz-Naxçıvan FK   | 0                 | 0                 | 1                 |                                                                              |   |   | |
| 15. | Viləş Masallı      | 0                 | 0                 | 1                 |                                                                              |   |   | |

## Ranking UEFA
- 28   (29) Prva slovenska nogometna liga
- 29   (30) Fortuna liga
- 30   (32) Premyer Liqa
- 31   (28)  Nemzeti Bajnokság I
- 32   (34) Premier Liga
- 33   (32)  Divizia Națională